# Masasi
Masasi es una ciudad de Tanzania perteneciente a la región de Mtwara en el sureste del país. Dentro de la región, forma una subdivisión equiparada a un valiato y es al mismo tiempo la sede administrativa del vecino valiato rural homónimo sin pertenecer al mismo.
En 2012, la ciudad tenía una población total de 102 696 habitantes.
Se ubica unos 150 km al oeste de la capital regional Mtwara, sobre la carretera A19 que lleva a Songea. Al noreste de la ciudad sale la carretera B5, que lleva a Lindi, y al noroeste hay un camino secundario que lleva a Liwale.
La localidad se desarrolló en un área rural agrícola en la segunda mitad del siglo XX, como un punto de comercio de productos agrícolas. En 2012 adoptó estatus urbano, separándose de su valiato.

## Subdivisiones
El territorio de la ciudad se divide en las siguientes 12 katas:
- Jida
- Marika
- Migongo
- Mkomaindo
- Mkuti
- Mpindimbi
- Mtandi
- Mwenge
- Mwenge Mtapika
- Nyasa
- Sululu
- Temeke